# Erik Hovhammar
Lars Erik Emanuel Hovhammar, född 4 maj 1922 i Nottebäck med Granhults församling, Kronobergs län, död 6 december 2006 i Växjö (Skogslyckan), var en svensk bruksdisponent och riksdagspolitiker (m).
Hovhammar var riksdagsledamot i andra kammaren 1969–1970 för Kronobergs läns valkrets. Han var också ledamot i den nya enkammarriksdagen från 1971. Han var även landstingsledamot samt kommunalfullmäktigeledamot.

## Utmärkelser
- Kommendör av Vasaorden, 3 december 1974.[8]